# كلب (أسطورة)
الكلب (بالإنجليزية: Dog)‏ حيوان أليف يرد في جميع أساطير العالم، ودياناته. يرمز إلى القوى الخيرة والشريرة في آن واحد، ففي الديانة البوذية تنزل الكلاب في جهنم العقاب بالآثمين، ولإله الموت الهندوسي ياما Yama کلبان يرسلهما للبحث عن الأرواح الهائمة الضالة وإحضارها، ويضحي الأزتيكيون بالكلب الأحمر لمساعدة روح الملك الميت في عبور الجدول "البرزخ"، والإعلان عن وصوله إلى العالم الآخر.
كما أن الكلب ذكر في الكتاب المقدس أربعين مرة، ويلخص سفر التثنية موقف العبرانيين من الكلب بقوله: ولا تدخل أجرة زانية ولا ثمن كلب إلى بيت الرب إلهك عند نذر ما؛ لأنهما كليهما رجس لدى الرب إلهك (تثنية 18:23).
ويستخدم لفظ الكلب للإشارة إلى الجنسية المثالية بين الذكور المكرسة لألهة الوثنية التي كانت تشارك في هذه الطقوس الجنسية، وفي سفر طوبيا (وهو من الأسفار المحذوفة في العهد القديم من الطبعة البروتستانتية) نجد ذكره إيجابيا للكلب، وسافر طوبيا والكلب يتبعه.. إلخ (طوبيا 1 : 6) وهو يعكس موقفا مختلفا تجاه الكلب.
ويساعد الكلب في كثير من الروايات القديمة والجديدة في حل الغاز الجريمة. ويروي الكاتب اليونانی بلوتارك أن أحد الملوك مر ذات يوم بطریق مهجور فرأى كلبا يجثو بجوار جثة سيده المقتول، فأعجب به وأخذه إلى القصر الملكي وراح يعتني به. وذات يوم صحب الكلب الملك وهو يستعرض قواته، وعند واحد من الجنود أخذ الكلب ينبح بشدة وهجم على الجندي يرید أن يمزقه، ثم اتضح فيما بعد أن هذا الجندى هو الذي قتل صاحب الكلب.
وكان الجاحظ أبلغ وأبرع من دافع عن الكلب في التراث العربي في كتابه الشهير «الحيوان» المجلد الثاني، حيث يتحدث عن كرم الكلاب، وصبر الكلاب، ودافع عن الكلاب - يقول عن إكرام الكلاب: هذا الكرم في الكلاب عام، والكلب يحرس ربه، ويحمي حريمه، شاهدا وغائبا، وذاكرا وغافلا، ونائما ويقظان، ولا يقصر في ذلك وإن جفوه، ولا يخذلهم وإن خذلوه (المجلد الثانی ص173) ثم يروى الكثير من القصص عن وفاء الكلب.